# Кубок Еміра Кувейту з футболу 2020
Кубок Еміра Кувейту з футболу 2020 — 58-й розіграш кубкового футбольного турніру у Кувейті. Титул володаря кубка здобув Аль-Арабі.

## Календар
| Раунд               | Дата              | Матчі | Клуби  |
| ------------------- | ----------------- | ----- | ------ |
| Перший раунд        | 20-23 лютого 2020 | 7     | 15 → 8 |
| 1/4 фіналу          | 8-9 вересня 2020  | 4     | 8 → 4  |
| 1/2 фіналу          | 13 вересня 2020   | 2     | 4 → 2  |
| Матч за третє місце | 16 вересня 2020   | 1     |        |
| Фінал               | 21 вересня 2020   | 1     | 2 → 1  |

## Перший раунд
| Команда 1       | Рахунок | Команда 2   |
| --------------- | ------- | ----------- |
| 20 лютого 2020  |         |             |
| Казма           | 2:1     | Ан-Наср     |
| Аль-Сахель      | 0:5     | Аль-Кадісія |
| 21 лютого 2020  |         |             |
| Аль-Сулайбікхат | 0:1     | Аль-Джахра  |
| Ат-Тадамун      | 0:5     | Аль-Арабі   |
| 22 лютого 2020  |         |             |
| Хайтан          | 1:3 дч  | Бурган      |
| Аль-Фахахіль    | 1:2     | Ас-Сальмія  |
| 23 лютого 2020  |         |             |
| Аль-Ярмук       | 3:2     | Аль-Шабаб   |

## 1/4 фіналу
| Команда 1      | Рахунок      | Команда 2  |
| -------------- | ------------ | ---------- |
| 8 вересня 2020 |              |            |
| Аль-Кадісія    | 2:2 пен. 4:5 | Казма      |
| Аль-Кувейт     | 4:2          | Ас-Сальмія |
| 9 вересня 2020 |              |            |
| Аль-Арабі      | 4:1          | Бурган     |
| Аль-Джахра     | 1:3          | Аль-Ярмук  |

## 1/2 фіналу
| Команда 1       | Рахунок      | Команда 2  |
| --------------- | ------------ | ---------- |
| 13 вересня 2020 |              |            |
| Казма           | 1:1 пен. 6:7 | Аль-Кувейт |
| Аль-Арабі       | 0:0 пен. 5:4 | Аль-Ярмук  |

## Матч за третє місце
| Команда 1       | Рахунок | Команда 2 |
| --------------- | ------- | --------- |
| 16 вересня 2020 |         |           |
| Казма           | 3:1     | Аль-Ярмук |

## Фінал
| Команда 1       | Рахунок | Команда 2 |
| --------------- | ------- | --------- |
| 21 вересня 2020 |         |           |
| Аль-Кувейт      | 1:2 дч  | Аль-Арабі |